# Коцофеній-дін-Фаце
Коцофеній-дін-Фаце (рум. Coțofenii din Față) — село у повіті Долж в Румунії. Входить до складу комуни Коцофеній-дін-Фаце.
Село розташоване на відстані 193 км на захід від Бухареста, 19 км на північний захід від Крайови.

## Населення
За даними перепису населення 2002 року у селі проживали 1588 осіб. Рідною мовою 1587 осіб (99,9%) назвали румунську.
Національний склад населення села:
| Національність | Кількість осіб | Відсоток |
| -------------- | -------------- | -------- |
| румуни         | 1147           | 72,2%    |
| цигани         | 441            | 27,8%    |